# Извршно веће Скупштине СР Словеније
Извршно веће Скупштине Социјалистичке Републике Словеније (словен. Izvršni svet Skupščine Socialistične republike Slovenije) је био назив за владу у Социјалистичкој Републици Словенији, од 1953. до 1990, док је у периоду од 1945. до 1953. године коришћен назив Влада.
Извршно веће је према Уставу СР Словеније представљало извршни орган Скупштине Социјалистичке Републике Словеније и сачињавали су га - председник, један или више потпредседника, чланови које бира скупштина и републички секретари (министри).
Званични називи владе током постојања СР Словеније, од 1945. до 1990. године, били су:
- Народна влада Словеније - од 1945. до 1946. године
- Влада Народне Републике Словеније - од 1946. до 1953. године
- Извршно веће Народне скупштине Народне Републике Словеније - од 1953. до 1963. године
- Извршно веће Скупштине Социјалистичке Републике Словеније - од 1963. до 1990. године
- Извршно веће Скупштине Републике Словеније (словен. Izvršni svet Skupščine Republike Slovenije) - 1990. године

Такође у званичној употреби користио се и назив Републичко извршно веће (РИВ), да би се разликовало од Савезног извршног већа (СИВ). Често су се користиле и скраћене варијанте имена - Извршно веће СР Словеније или Извршно веће Словеније.

## Историја
Прва влада у послератној Словенији формирана је 5. маја 1945. године и носила је назив Народна Влада Словеније. Ова влада је постојала, уз мање узмене до 17. јуна 1946. године, када је формирана нова Влада НР Словеније чији је председник био Миха Маринко и он се на овој функцији задржао до 1953. године.
У складу са Уставним законом, који је 13. јануара 1953. године усвојила Народна скупштина ФНРЈ и којим је реорганизација друштвеног и политичког уређења федерације и република, Народна скупштина НР Словније је усвојила „Уставни закон о основама друштвеног и политичког уређења органа власти“. У оквиру ове реорганизације назив влада је замењен и од тада се користи назив Извршно веће, а уместо речи министар републички секретар.
Прво Извршно веће Народне скупштине НР Словеније формирано је 30. јануара 1953. и оно је било привремено. Оно је у ствари представљало реформисану дотадашњу владу Михе Маринка, који је задржао функцију председника. Ово извршно веће постојало је до 15. децембра, када је после одржаних парламентарних избора формирано ново Извршно веће, чији је председник био Борис Крајгер.
Априла 1963. године донет је нови Устав Југославије и Словеније. Овим уставом извршена је промена назива државе па је Федеративна Народна Република Југославија (ФНРЈ) преименована у Социјалистичку Федеративну Републику Југославију (СФРЈ), а Народна Република Словенија (НРС) у Социјалистичку Републику Словенију (СРС). Сходно овој промени извршена је и промена назива Извршног већа Народне скупштине НР Словеније у Извршно веће Скупштине СР Словеније.
Последње једнопартијско Извршно веће СР Словеније формирано је 23. маја 1984. године, и оно је постојало до 16. маја 1990. године. У току мандата овог већа у СР Словенији је започела друштвено-политичка реформа социјалистичког система. У оквиру ове реформе, 8. марта су усвојени амандамни на Устав СР Словенија, којим је из назива Социјалистичке Републике Словеније, избачена реч „социјалистичка“. У оквиру ове уставне промене, Извршном већу СР Словније је промењен назив у Извршно веће Републике Словеније.
После одржавања првих вишестраначких избора, априла 1990. године, на којима је победу однела опозициона коалиција „ДЕМОС“, 16. маја је формирано прво вишестраначко Извршно веће Републике Словеније, који је овај назив носило до доношења новог Устава Републике Словеније, 23. децембра када је преименовано у Влада Републике Словеније.

## Састав извршних већа
| Владе Народне Републике/Социјалистичке Републике Словеније 1945-1990 |                |                    |                                 |
| влада                                                                | председник     | п. мандата         | к. мандата                      |
| Народна влада Словеније                                              | Борис Кидрич   | 5. мај 1945.       | 6. март 1946.                   |
| 1. Влада НР Словеније                                                | Борис Кидрич   | 6. март 1946.      | 17. јун 1946.                   |
| 2. Влада НР Словеније                                                | Миха Маринко   | 17. јун 1946.      | 20. новембар 1946.              |
| 3. Влада НР Словеније                                                | Миха Маринко   | 20. новембар 1946. | 11. април 1951.                 |
| 4. Влада НР Словеније                                                | Миха Маринко   | 11. април 1951.    | 30. јануар 1953.                |
| 5. Влада НР Словеније                                                | Миха Маринко   | 30. јануар 1953.   | 15. децембар 1953.              |
| 1. Извршно веће Народне скупштине НР Словеније                       | Борис Крајгер  | 15. децембар 1953. | 11. април 1958.                 |
| 2. Извршно веће Народне скупштине НР Словеније                       | Борис Крајгер  | 11. април 1958.    | 9. јун 1962.                    |
| 3. Извршно веће Народне скупштине НР Словеније                       | Виктор Авбељ   | 9. јун 1962.       | 29. април 1965.                 |
| 4. Извршно веће Скупштине СР Словеније                               | Јанко Смоле    | 29. април 1965.    | 9. мај 1967.                    |
| 5. Извршно веће Скупштине СР Словеније                               | Стане Кавчич   | 9. мај 1967.       | 27. новембар 1972.              |
| 6. Извршно веће Скупштине СР Словеније                               | Андреј Маринц  | 27. новембар 1972. | 12. април 1978.                 |
| 7. Извршно веће Скупштине СР Словеније                               | Антон Вратуша  | 12. април 1978.    | јул 1980.                       |
| 8. Извршно веће Скупштине СР Словеније                               | Јанез Земљарич | јул 1980.          | 23. мај 1984.                   |
| 9. Извршно веће Скупштине СР Словеније                               | Душан Шинигој  | 23. мај 1984.      | 16. мај 1990.                   |
| 10. Извршно веће Скупштине Р Словеније                               | Алојз Петерле  | 16. мај 1990.      | од 23. децембра Влада Словеније |